# Сан-Маркос (Техас)
Сан-Маркос — город в США, штат Техас. Город расположен около автомагистрали I-35 между Остином и Сан-Антонио. Является административным центром округа Хейс. Население города, согласно переписи 2010 года, составляло 44 894 человека.
Город основан на берегу реки Сан-Маркос, район считается одним из старейших непрерывно населенных мест в северном полушарии. В Сан-Маркосе находятся Университет штата Техас и Образовательный центр Акварена.
В 2010 году BusinessWeek включил Сан-Маркос в список лучших мест для воспитания детей. В 2013 году Бюро переписи населения США назвало Сан-Маркос самым быстрорастущим городом в Соединенных Штатах. В декабре 2013 года, Сан-Маркос был назван девятым в списке самых интересных малых городов в США блогом Business Insider.

## История
Археологи нашли доказательства того, что вдоль реки Сан-Маркос жили люди культуры Кловис. Это позволяет предположить, что река стала местом обитания человека для более чем 10 000 лет назад. Источником прохладной и чистой реки является ручей Сан-Маркос-Спрингс, питаемый водоносным горизонтом Эдуардс. Сан-Маркос-Спрингс является третьей по величине коллекцией источников в Техасе. Ручей ни разу не пересыхал за все время наблюдений.
В 1689 году испанец Алонсо де-Леон возглавил экспедицию из Мексики, чтобы исследовать Техас и установить ряд миссий и президио в регионе. Группа де-Леона помогли проложить дорогу Camino Real (позже названную Старая дорога Сан-Антонио). Отряд де-Леона достиг реки 25 апреля в день памяти святого Марка Евангелиста. Таким образом река была названа Сан-Маркос.
В 1755 году в военный городок Сан-Франциско-Ксавье-де-Джигедо и миссии Сан-Франциско-Ксавье-де-Хоркастиас, Нуэстра-Сеньора-де-ла-Канделария, и Сан-Ильдефонсо были переселены с территории нынешнего округа Милам к реке Сан-Маркос в миссию Сан-Франциско-Ксавье-де-лос-Долорес. Историки до сих пор спорят, были ли испанские поселения расположены около Сан-Маркос-Спрингс или в другом месте. В январе 1808 года, небольшая группа мексиканских семей поселились у пересечения Старой Бастропской дороги с рекой Сан-Маркос и назвали поселение Вилья-де-Сан-Маркос-де-Неве. Поселенцы страдали от наводнений и набегов индейцев и поселения были заброшены в 1812 году.
В ноябре 1846 году в непосредственной близости от Сан-Маркос-Спрингс поселились первые англоговорящие американцы. Легислатура Техаса организовала округ Хейс 1 марта 1848 года и назначил Сан-Маркос административным центром округа. В 1851 году центр города был заложен около мили к юго-западу от верховьев реки. Город стал центром обработки хлопка и помола местных сельскохозяйственных продуктов. Наиболее знаменитым основателем и одним из первых поселенцев был генерал Эдвард Берлесон, герой Техасской революции и бывший вице-президент Республики Техас. В 1849 году Берлесон построил дамбу в верховьях реки, питавшую несколько мельниц.
В течение десяти лет после прихода железной дороги в регион в 1881 году, Сан-Маркос рос за счёт торговли и транспортировки скота и хлопка.
В 1899 году в городе для удовлетворения спроса на учителей государственных школ в Техасе была создана Нормальная школа Юго-Западного Техаса (в настоящее время заведение известно как Университет штата Техас). В 1907 году была создана частная Баптистская академия Сан-Маркоса содействовавшая укреплению образования в качестве важной отрасли для города. Требования Второй мировой войны вызвали диверсификацию городской деятельности, и, с появлением производства и легкой промышленности, город начал снова расти.
В конце 1940-х голливудский режиссёр Шадрак Грэм снял документальный фильм о повседневной жизни в Сан-Маркосе в рамках своей серии «Наш город», которые были призваны подстегнуть торговлю и гражданскую активность в небольших городках. Фильм выделяет несколько местных предприятий той эпохи, в том числе «Smith's Flowers», «Waldrin's Cleaners», «Lack's Furniture», и «Palace Movie Theater».
В 1942 году к востоку от города была открыта база ВВС San Marcos Army Air Field, переименованная в 1947 году в San Marcos Air Force Base и получившая в 1953 году окончательное название Gary Air Force Base в честь лейтенанта Артура Эдварда Гэри, первого жителя Сан-Маркоса, погибшего во Второй мировой войне 7 декабря 1941 года на Филиппинах. Во время войны база подготовила более 10 000 штурманов, а в последующие годы база стала крупнейшим в США центром обучения пилотов и механиков армейских самолётов и вертолётов. На базе размещался 21 эскадрон и 4800 человек персонала. В 1956 году база была передана сухопутным войскам, а в 1963 году закрыта. Позже одна часть территории базы стала частью аэропорта, а вторая была вновь открыта под названием Gary Job Corps для обучения молодых людей.
В 1960 году с созданием Образовательный центр Акварена и парка Wonder World, стала расти туристическая составляющая экономики города. К 1960 году Нормальная школа Юго-Западного Техаса доросла до размеров важного регионального института и в сочетании с созданием военного обучающего центра Gary Job Corps в 1965 году это сделало образование самой крупной индустрией в Сан-Маркосе. Значительный рост соседнего Остина способствовал дальнейшему развитию Сан-Маркоса.
В 1973 году Сан-Маркос и округ Хейс были включены Бюро переписи населения США в Статистический ареал Остина. К этому году население города выросло до 25 тысяч человек, не считая 20 000 студентов Юго-Западного университета штата Техас.
К 1990 году население города выросло до 28 743 человек, в 2000 году оно достигло 34 733, а к 2010 году 44 894 человек. В докладе, опубликованном Бюро переписи населения США в мае 2013 отмечается, что в Сан-Маркосе был самый высокий темп роста среди всех городов и населенных пунктов США с населением не менее 50 000 человек. Его население выросло 6,9 процента в период между 2011 и 2012 годами. Университет, теперь известный как университет штата Техас, обучает 34 225 студентов.

## Население
Согласно переписи населения 2010 года, в 2010 году в городе проживали 44 894 человека, 17 031 домохозяйство, 6485 семей. Расовый состав города: 78,5% — белые, 5,5% — чернокожие, 0,9% — коренные жители США, 1,6% — азиаты, 0,1% — жители Гавайев или Океании, 10,4% — другие расы, 3,1% — две и более расы. Число испаноязычных жителей любых рас составило 37,8%.
Из 17 031 домохозяйства, в 19,4% проживают дети младше 18 лет. В 22,8% случаев в домохозяйстве проживают женатые пары, 10,2% — домохозяйства без мужчин, 61,9% — домохозяйства, не составляющие семью. 33,1% домохозяйств представляют из себя одиноких людей, 5,2% — одиноких людей старше 65 лет. Средний размер домохозяйства составляет 2,27 человека. Средний размер семьи — 3,03.
25,7% населения города младше 20 лет, 52,3% находятся в возрасте от 20 до 39, 15,2% — от 40 до 64, 6,7% — 65 лет и старше. Средний возраст составляет 23,1 лет.
Средний доход домохозяйства составляет 27 360 долларов США в год, средний доход семьи — 48 482 доллара. Доход на душу населения в городе составляет 15 247 долларов США, ниже чем в среднем по стране — 39 997 долларов. Около 17,7% семей и 37,4% населения находятся за чертой бедности. В том числе 33,2% в возрасте до 18 лет и 11,2% в возрасте 65 и старше.

## География
Сан-Маркос находится в Центральном Техасе, в 47 км к юго-западу от Остина и 76 км к северо-востоку от Сан-Антонио. Основной дорогой, проходящей через город является автомагистраль I-35. Город расположен на границе между Хилл-Кантри и прибрежными равнинами, в районе разлома Балконес. Вдоль разлома расположено множество источников, Сан-Маркос-Спрингс, которые образуют озеро Спринг-Лейк и являются источниками реки Сан-Маркос, примечательной особенностью которой является качество воды. В восточной части города находятся чернозёмные равнины, подходящие для сельского хозяйства, западная часть состоит из лесистых и травянистых холмов, часто усеянных  кактусами.
Через город проходят реки Сан-Маркос и Бланко, а также большое количество ручьёв. У каждого из водоёмов есть парки и зоны отдыха.
Согласно Бюро переписи населения США, в 2010 году площадь города составляла 78,269 км2.

### Климат
В среднем, самым тёплым месяцем в Сан-Маркосе является август, а самым холодным — январь. Максимальное количество осадков выпадает в июне. Максимальная зарегистрированная температура составила 44 °C в 1917 году, а минимальная -19 °C в 1949.
| Показатель                    | Янв. | Фев. | Март | Апр. | Май   | Июнь  | Июль | Авг. | Сен. | Окт.  | Нояб. | Дек. |
| ----------------------------- | ---- | ---- | ---- | ---- | ----- | ----- | ---- | ---- | ---- | ----- | ----- | ---- |
| Абсолютный максимум, °C       | 32   | 37   | 38   | 39   | 41    | 43    | 43   | 44   | 44   | 38    | 37    | 32   |
| Средний суточный максимум, °C | 17   | 19   | 23   | 27   | 30    | 33    | 34   | 36   | 32   | 28    | 22    | 17   |
| Средний суточный минимум, °C  | 4    | 6    | 9    | 14   | 19    | 22    | 23   | 23   | 20   | 14    | 9     | 4    |
| Абсолютный минимум, °C        | −19  | −15  | −8   | −1   | 4     | 11    | 13   | 10   | 4    | −3    | −8    | −16  |
| Норма осадков, мм             | 52,3 | 50,8 | 63,0 | 69,1 | 104,9 | 117,9 | 63,5 | 55,6 | 86,9 | 110,0 | 77,5  | 58,2 |
| Источник: weather.com         |      |      |      |      |       |       |      |      |      |       |       |      |

## Образование
Помимо Университета штата Техас и баптистской академии, Сан-Маркос обслуживается независимым консолидированным школьным округом Сан-Маркос. В нескольких милях к востоку от города расположен крупнейший обучающий центр Gary Job Corps.
Техасский центр судебной антропологии является одним из четырёх оставшихся в США центров изучения антропологических данных в США и крупнейшим заведением подобного типа в мире.
В Сан-Маркосе также находятся Образовательный центр Акварена, Центр исследования воды и окружающей среды Мидоуз, Национальный рыбоводный завод и водный ресурсный центр Сан-Маркоса, Техаский рыбоводный завод Вуда, центр открытий Сан-Маркоса, культурный центр Испано-де-Сан-Маркос и институт культур коренных народов.

## Транспорт
Сан-Маркос обслуживается системой пригородного транспорта Capital Area Rural Transportation System (CARTS). CARTS также владеет железнодорожной станцией Сан-Маркоса, на которой останавливается поезд Texas Eagle компании Amtrak.
В городе функционирует муниципальный аэропорт.

## Культура
В 2010 году Сан-Маркос был назван в списке городов для воспитания детей в четвёртом ежегодном рейтинге журнала Business Week. В 2013 году Бюро переписи населения США назвал Сан-Маркос самым быстрорастущим крупным городом в Соединенных Штатах. В декабре 2013 года, Сан-Маркос был назван девятым в списке десяти самых интересных малых городов в Америке блогом Business Insider.
Река является популярной зоной отдыха, где жители города и туристы могут попрактиковаться в водном тюбинге, катании на каноэ, плавании и рыбалке. Ежегодно, в первую субботу июня, в городе начинается Водное сафари Техаса. Отчасти благодаря своей природной красоте, город получил прозвище Изумительный Сан(англ. San Marvelous). Власти города используют это прозвище в своей кампании Содержи город в красоте (англ. Keep San Marcos Beautiful).
Пересечение дорог Линдона Джонсона и Мартина Лютера Кинга считается единственным в США, где пересекаются улицы, названные в честь встречавшихся друг с другом людей. После нескольких лет планирования, в 2013 году началось изготовление статуи, изображающей встречу Джонсона и Кинга в Овальном кабинете. 20 января 2014 года состоялось открытие памятника.
Городской центр был заложен в 1851 году. В 1908 году в центре было сооружено здание окружного суда округа Хейс. На территории даунтауна вокруг суда находится множество ресторанов, баров, концертных площадок и бутиков. Место является популярным туристическим центром развлечений. Музыкальный театр Техаса, расположенный напротив здания суда, принимал церемонии вручения премий с 2011 по 2013 год..
С 1987 года комиссия исполнительных искусств Сан-Маркоса и департамент парков и зон отдыха Сан-Маркоса проводят летом серии концертов на открытом воздухе каждый вечер четверга с июня по август. Университет штата Техас проводит ежегодный джаз-фестиваль Хилл-Кантри, а также празднование дня рождения Эдди Дюрема. Местная радиостанция KTSW также проводит музыкальный фестиваль.
В Сан-Маркосе были сняты сцены целого ряда фильмов, в том числе Пиранья, Симулянт, Мужество в бою, Крутой парень, Факультет, Идиократия, Побег, Война в доме, Гонки с дьяволом, Древо жизни, Огни ночной пятницы, The View. 
В июле 2006 году The View назвал аутлет Сан-Маркоса третьим в рейтинге лучших мест для шоппинга. Ежегодно торговый центр посещают более 6 миллионов человек.
В городе выпускают газеты San Marcos Daily Record, San Marcos Mercury, и University Star.

## Галерея
- Первая Объединённая Методистская Церковь.
- Дом Ллойда Гидеона Джонсона (1919), построённый местным банкиром, место собраний масонской ложи Сан-Маркоса в 1937-1990 годах[43].
- Старое здание телефонной компании Сан-Маркоса.
- Ресторан Centerpoint Station.
- Торговый центр распродаж (аутлет) Сан-Маркоса
- Пресвитерианцская церковь Форт-Стрит, 2012
- Вход на стадион Бобкэт